# Nagrada hrvatskog glumišta za glumačko ostvarenje u TV drami
Popis dobitnika Nagrade hrvatskog glumišta u kategoriji glumačkog ostvarenja u TV drami. 
1995./1996. Ljubomir Kerekeš

1997./1998. Ivo Gregurević

1999./2000. Josip Zovko

2001./2002. Alma Prica

2003./2004. Daria Knez

2005./2006. Ivo Gregurević

2007./2008. Filip Radoš

2009./2010. Vera Zima

2011./2012. Vedran Mlikota

2013./2014. Iva Babić

2015./2016. Franjo Dijak

2017./2018. Trpimir Jurkić

2019./2020. Dragan Despot

2021./2022. Živko Anočić

2023./2024. Darko Milas